# Batalla de Periteorion
La Batalla de Periteorion (en búlgaro: Битка при Перитор) ocurrió el 7 de julio de 1345 entre las fuerzas de Momchil, un gobernante semiindependiente del Ródope, y una fuerza aliada bizantino-turco comandada por Juan VI Cantacuceno y Umur Beg de Aydın. Los dos ejércitos se enfrentaron frente a las murallas de la ciudad de Periteorion (cerca de Xánthi, actualmente en ruinas), y la batalla resultó en una victoria aplastante para el ejército aliado, con Momchil mismo cayendo en el campo de batalla.

## Orígenes del conflicto
Desde 1341, la guerra civil que había estado ocurriendo en el Imperio bizantino entre la regencia para el infante Juan V Paleólogo y el antiguo regente Juan VI Cantacuceno. En este conflicto, ambas partes pidieron la ayuda de los estados vecinos. Cantacuceno inicialmente pidió la ayuda de Esteban Uroš IV Dušan de Serbia, pero en 1343, la llegada de su viejo amigo y aliado, Umur Beg, fortaleció su posición.
En ese mismo año, Momchil un bandido búlgaro en el norte de las montañas Ródope, prometió lealtad a Cantacuceno. Momchil fue recompensado con el título de sebastocrátor y recibió el gobierno de la región de Merope, que se extendía desde el este del río Nestos hasta las cercanías de Komotini. Sin embargo, al año siguiente, Umur Beg fue forzado a retirarse con sus tropas hacia Anatolia, y Momchil se pasó al lado de la regencia, por lo cual fue recompensado con el título de déspota. Momchil comenzó a incursionar en los territorios aún leales a Cantacuceno y hostigaba a las pequeñas fuerzas turcas establecidas por Cantacuceno, logrando una pequeña victoria cuando quemó varios de sus barcos en Porto Lagos. Para el momento en que Umur retornó con sus fuerzas en la primavera de 1345, Momchil, tomó posesión de las tierras de nadie que reclamaban los estados de Serbia, Bulgaria y el Imperio bizantino, y se había establecido como un príncipe semiindependiente en la zona del Ródope.

## La batalla
En la primavera de 1345, Umur llegó nuevamente a Tracia con una fuerza de alrededor de veinte mil hombres. Umur y Cantacuceno luego procedieron a someter a Momchil. Los dos ejércitos se encontraron en las afueras de Periteorion el 7 de julio. Momchil trato de evitar esta gran fuerza enemiga y decidió retirarse dentro de los muros de la ciudad, pero sus ciudadanos cerraron sus puertas. La batalla fue una derrota para Momchil, ya que los numerosos bizantinos y turcos derrotaron a su ejército y fue asesinado durante el mismo proceso.

## Consecuencias
Después de su muerte, las fuerzas de Cantacuceno recuperaron la región de Mérope. Sin embargo, el papel desempeñado por los turcos en la batalla presagiaba los últimos acontecimientos, ya que la conquista otomana de los Balcanes comenzó unos pocos años después. En el folclore épico eslavo Momchil es representado como un defensor contra los turcos.